# Франц Боас
Франц Боа́с (англ. Franz Boas; 9 липня 1858 — 21 грудня 1942 — американський антрополог, етнограф і лінгвіст єврейського походження. Засновник і голова «історичної школи» в американській етнографії. Професор Колумбійського університету в Нью-Йорку. Творець американської антропології культури, автор концепції культурного релятивізму, критик етноцентризму. Народився в Німеччині. 1886 року оселився в США. Стверджував, що еволюція - це процес змін, який відбувається в культурі кожного народу індивідуально, незалежно від якихось об'єктивних законів розвитку (як це стверджували Льюїс Морган і Едвард Тайлор). Кожна культура розвивається своїм неповторним шляхом. Вивчав мову, побут, походження ескімосів та індіанців північно-західного узбережжя Північної Америки.